# Release Me (威爾森·菲利浦歌曲)
《Release Me》是美國白人女子三人重唱威尔森·菲利浦（英語：Wilson Phillips）在1990年6月發行的單曲，這是該團推出的第2首單曲，此單曲在告示牌單曲榜奪得2週冠軍，成為該團第2首全美冠軍單曲。

## 內容

### 歌曲簡介
〈Release Me〉詞曲出自威尔森·菲利浦中的三位團員卡妮·威爾森（Carnie Wilson）、溫蒂·威爾森（Wendy Wilson）與綺娜·菲利浦（Chynna Phillips）之手，歌曲敘述一個女孩子和前男友的故事，歌詞中寫道要前男友別再回來找她，請他放過她，相當符合時下男女在處理情感分合時會遭遇到的現況。〈Release Me〉歌曲由三位團員共同演唱，是專輯中少數幾首由三位團員共同演唱的歌曲，卡妮、溫蒂和綺娜三人優美的合聲在〈Release Me〉中層層堆疊，讓這首歌曲聽起來既舒服又洗腦。〈Release Me〉有時間較短的單曲版本以及較長的專輯版本兩種，這兩種版本在一開始的前奏和曲末編曲上長度有異，兩首歌曲聽起來的味道也明顯不同。

### 商業成績
〈You're in Love〉是《威爾森·菲利浦》（英語：Wilson Phillips）推出的第2首單曲，它在1990年6月發行單曲，6月30日該單曲進入告示牌單曲榜，首週成績為第76名，當週〈Hold On〉尚在第5名，名次開始緩慢下降中。〈Release Me〉在進榜後名次持續向上攀升，終於在9月15日登上榜首並蟬連了2週名次始往下降，這首單曲在榜內共停留了22週，單曲銷售達50萬張成為金單曲。〈Release Me〉除了在單曲榜奪冠，在成人抒情榜也拿下第1名，是威爾森·菲利浦在該榜第2首冠軍曲。〈Release Me〉在1990年告示牌年終單曲排名中打進Top 20，位居第19名。
〈Release Me〉在英國單曲榜的成績不佳，僅獲得第36名。

### 樂壇紀錄
威爾森·菲利浦在1990年告示牌年終單曲榜中，和黑人三人男子團體Bell Biv DeVoe一樣，共有兩首單曲打進Top 20，〈Hold On〉拿下冠軍，〈Release Me〉第19名。

## 資料來源
1. ↑  .   [2016-05-13]. （原始内容存档于2016-06-11）.
2. ↑  .   [2016-05-13]. （原始内容存档于2016-05-05）.
3. ↑  .   [2016-05-13]. （原始内容存档于2016-08-03）.
4. ↑  .   [2016-05-13]. （原始内容存档于2016-05-13）.
5. ↑  .   [2016-05-13]. （原始内容存档于2017-07-12）.
6. ↑  .   [2016-05-13]. （原始内容存档于2016-01-07）.
7. ↑  .   [2016-05-13]. （原始内容存档于2015-08-26）.
8. ↑  .   [2016-05-13]. （原始内容存档于2015-02-04）.
9. ↑  .   [2016-05-13]. （原始内容存档于2016-05-12）.